# Pratápolis
Pratápolis é um município brasileiro do estado de Minas Gerais. Sua população é recenseada em 2022 era de 8 406 habitantes.

## História
As origens da localidade remontam aos tempos de quando ainda era um povoado primitivo localizado às margens do Ribeirão da Prata. O povoado foi formado após uma doação de terras feita pelo fazendeiro local, João Evangelista de Pádua, ao patrimônio de uma capela construída na região durante o início da década de 1870. No dia 24 de dezembro de 1874, a vila de Espírito Santo do Prata passa a receber foros de distrito, estando subordinado ao município próximo de São Sebastião do Paraíso. 
No início do século XX, com a chegada do ramal ferroviário da Companhia Mogiana de Estradas de Ferro e com a inauguração da estação ferroviária local no ano de 1919, o então distrito receberia a sua denominação atual de Pratápolis, sendo oficializada em 17 de dezembro de 1938, através do Decreto-Lei Estadual nº 148, que instituiu a divisão territorial do estado.
O distrito foi elevado à categoria de município após a promulgação do Decreto-Lei Estadual nº 1.058 de 31 de dezembro de 1943, desmembrando-se de São Sebastião do Paraíso. 

## Geografia
Pratápolis é cortada pelo Ramal de Passos da antiga Companhia Mogiana de Estradas de Ferro. Atualmente, o ramal se encontra sob concessão da Ferrovia Centro-Atlântica para o transporte de cargas, apresentando-se também como propício para uma futura implantação de trens turísticos. 
O município também é acessado pelas rodovias MG-344 e AMG-2420.